# 李维康
李维康（1947年2月21日—），女，北京人，中国京剧表演艺术家，曾任中国戏曲学院教授、中国文联副主席、中国戏剧家协会副主席。首届中国戏剧梅花奖得主、梅兰芳金奖大赛金奖得主。中共十一大、十二大代表，第七届全国人大代表，第八届、九届、十届、十一届全国政协委员。国家级非物质文化遗产传承人。

## 生平
李維康於1958年考入中國戲曲學校，1966年畢業，從於華慧麟、程玉菁、趙桐珊、荀令香、馬宗慧、方連元、邱富棠等多位師長；後又得到名師張君秋、江新蓉、李玉茹、楊榮環等師的指點傳授，被選入中國京劇院擔任主要演員。 1975年与在戏曲学校的同学，老生演员耿其昌结婚，二人经常在剧中扮演夫妻。 
於1985年，跨界演出老舍名著所改編的電視連續劇《四世同堂》，劇中飾演韻梅角色，李維康獲得了“第四屆大眾電視金鷹獎最佳女主角獎”殊榮。

## 榮譽
- 李維康榮獲了第一屆的“中國戲劇梅花獎”。 [4]
- 1985年，獲得全國現代戲匯演主演一等獎。
- 1986年，榮獲了第四屆大眾電視金鷹獎最佳女主角獎。
- 1989年，獲得首屆“金唱片”獎項。
- 1993年，榮獲”梅蘭芳金獎大賽”旦角組金獎。

## 傳統劇目
- 《宇宙鋒》[3]
- 《三擊掌》
- 《坐宮》
- 《白蛇傳》
- 《三娘教子》
- 《樊江關》
- 《楊門女將》
- 《奇雙會》
- 《大探二》
- 《四郎探母》
- 《霸王別姬》
- 《龍鳳呈祥》
- 《玉堂春》
- 《鳳還巢》
- 《貴妃醉酒》
- 《紅鬃烈馬》
- 《秦香蓮》
- 《謝瑤環》
- 《寶蓮燈》

## 現代京劇
- 《李清照》[3]
- 《紅色娘子軍》
- 《蝶戀花》
- 《紅燈記》
- 《恩仇記》
- 《紅嫂》
- 《平原作戰》

## 京劇交響樂
- 《詠梅》[3]

## 外部連結
- 李维康超话—新浪微博超话社区  （页面存档备份，存于）